# Hraběcí studánka
Hraběcí studánka nebo také Hraběnčina studánka je studánka, která se nachází nedaleko hráze rybníka Prostřední Karlov na trase naučné stezky Údolím lásky asi 1 km jihovýchodně od obce Božice v okrese Znojmo v Jihomoravském kraji. Studánka leží v nadmořské výšce 200 metrů na katastru obce Šanov jen asi čtyři desítky metrů od hranice chráněného území přírodní památky Horní Karlov.

## Historie
Studánka je klasicistní stavbou a je obložena pískovcovými kameny. Studánka byla roku 1810 upravena z iniciativy tehdejší majitelky panství Maxmiliány hraběnky Althannové, provdané z Hardeggu. Podle tradovaných zpráv vodu ze zdejšího pramene využívali Napoleonovi vojáci, kteří se v létě roku 1809 pohybovali na jižní Moravě a mj. se zúčastnili bitvy u Znojma. Název Hraběcí studánka není historický - poprvé byl použit v informační skládačce Studánky Znojemska, vydané znojemským Okrašlovacím spolkem v roce 2003.

## Jarní otevírání studánky
Od roku 2009 vždy na začátku května pořádají šanovští občané Jarní otvírání Hraběcí studánky, které je spojeno s cyklovýletem po přírodní rezervaci Karlov a doprovodným programem pro účastníky. Aktivně se na organizaci této akce podílejí učitelé a žáci šanovské základní školy, kteří ze svých řad volí představitele hlavních postav, účinkujících v představení, odehrávajícího se při otevírání studánky - Královníčky, Klíčníka, Vodopanenek a Strážců studánky. 

## Dostupnost
Od zastávky Božice u Znojma na železniční trati Břeclav - Znojmo a nedaleké autobusové zastávky Božice, žel. st. je po trase naučné stezky Údolím lásky studánka vzdálena necelé 2 km. Kolem studánky vede rovněž okružní trasa 20 km dlouhé Muchovy cyklostezky, která spojuje nejzajímavější místa v katastru obce Šanova a jejího blízkého okolí.